# Masacre de La Plata
La Masacre de La Plata refiere a ocho jóvenes militantes del Partido Socialista de los Trabajadores (PST) que fueron torturados y fusilados por la Triple A,  el 4 de septiembre de 1975,  en la ciudad de La Plata. Este y otros hechos similares sucedidos con anterioridad al inicio de la dictadura militar recibieron en general poca difusión.

## Hechos
En los primeros días de septiembre de 1975, los trabajadores de Petroquímica Sudamericana (hoy Mafissa), una fábrica cercana a La Plata, realizaban una ocupación de la planta debido a un conflicto laboral. El 4 se septiembre el grupo conformado por Roberto Loscertales “Laucha”, por aquel entonces obrero del Astillero Río Santiago; Adriana Zaldúa y Hugo Frigerio, trabajadora y delegado del Ministerio de Obras Públicas respectivamente; Ana María Guzner Lorenzo, activista del sector de personal no-docente de la Universidad Nacional de La Plata y la joven odontóloga Lidia Agostini, cuñada de Frigerio, se dirigían hacia la planta a fin de entregar dinero que el PST había recolectado en solidaridad con los trabajadores en huelga. El auto en el que viajaban fue interceptado en el camino por la Triple A, en un lugar céntrico de la ciudad de La Plata. El grupo de militantes fue trasladado a una unidad policial y luego a La Balandra, un descampado cerca de Punta Lara donde fueron fusilados con escopetas Ithaca. Aparecieron al día siguiente en Ensenada, prácticamente a orillas del río. El cuerpo de Adriana Zaldúa tenía 79 balas. Ana María Guzner estaba fuera del auto y el resto del grupo en su interior. Los diarios de La Plata titularon en ese entonces: “Aparecieron cinco cadáveres en La Plata”.
Antes de promediar la tarde, Oscar Lucatti, Carlos Povedano y Patricia Claverie salieron del local del partido, ubicado en cercanías de la Plaza San Martín y de la Casa de Gobierno en pleno centro de la ciudad. El objetivo era repartir volantes donde se denunciaba el crimen. Fueron secuestrados a pocos metros del lugar. Horas después sus cuerpos aparecieron en un descampado en las afueras de La Plata.
Sus compañeros, el abogado socialista Enrique Broquen y las hermanas de Adriana intentaron sin éxito reclamar por lo sucedido al gobernador Victorio Calabró, —quien había sucedido a Oscar Bidegaín— o a alguna otra autoridad política. Si bien la Masacre de La Plata fue uno de los ataques más importantes de la ciudad, no fue el único ya que ese mismo año también fueron asesinados activistas obreros de diversos ámbitos.

## Homenajes
- En septiembre de 2012, se realizó un homenaje en la sede de ATE en La Plata. En el mismo se dijo que era una  masacre impune, que nunca se abrió una causa ni se juzgó a nadie de la Triple A que los secuestró y fusiló porque no sobrevivió ninguno. Sin embargo como antes habían estado detenidos en una comisaría, habría elementos para investigar los hechos. También se recordó que el PST tuvo 16 desaparecidos en ese período y un centenar durante la dictadura.[1]
- En septiembre de 2015, la Comisión de Memoria y Justicia de la Masacre de La Plata convocó a un acto en el centro cultural Islas Malvinas de La Plata, para conmemorar los 40 años del asesinato de los ocho militantes del PST.[7] Una de las ideas más destacadas fue la necesidad de reivindicar el carácter revolucionario de los militantes caídos.[2]